# Network South East
 (décembre 2017).
Si vous disposez d'ouvrages ou d'articles de référence ou si vous connaissez des sites web de qualité traitant du thème abordé ici, merci de compléter l'article en donnant les références utiles à sa vérifiabilité et en les liant à la section « Notes et références ».
Network South East ou NSE est une concession ferroviaire appartenant à British Rail lancée à partir de 1982.
Elle exploitait les régions de Londres, du Sud, Sud-Ouest et Sud-Est de l'Angleterre et également pratiquement tous les trains de banlieue de Londres avant de disparaître le 1er avril 1994 pour laisser place aux nouveaux exploitants connus d'aujourd'hui : Southern, South West Trains, Southeastern, , etc.

## Histoire
Avant la sectorisation de British Rail (BR) en 1982, le système était divisé en opérations régionales largement autonomes : celles qui opéraient autour de Londres étaient la région de London Midland Region, Southern Region, Western Region et Eastern Region. La sectorisation de BR a modifié cette configuration en l'organisant plutôt en type de trafic : services de banlieue dans le sud-est de l'Angleterre, services interurbains, services locaux dans les régions du Royaume-Uni, colis et fret. L'objectif était d'améliorer l'efficacité budgétaire et la responsabilité de la direction en mettant en place une activité plus axée sur le marché et réactive, plutôt que de privatiser purement et simplement la BR. On s'attendait à ce que le secteur de Londres et du Sud-Est couvre la majeure partie de ses coûts d'exploitation grâce aux recettes, contrairement aux services ruraux fortement subventionnés.
Le 10 juin 1986, London Midland Region et South Eastern Region ont été relancés sous le nom de Network SouthEast, avec une nouvelle identité visuelle rouge, blanche et bleue. La relance était censée être plus qu'un changement d'image superficiel et a été soutenue par l'investissement considérable dans la présentation des stations et des trains, aussi bien que des efforts pour améliorer des normes de service. Le logo de la nouvelle compagnie était trois parallélogrammes de rouge, bleu et gris.

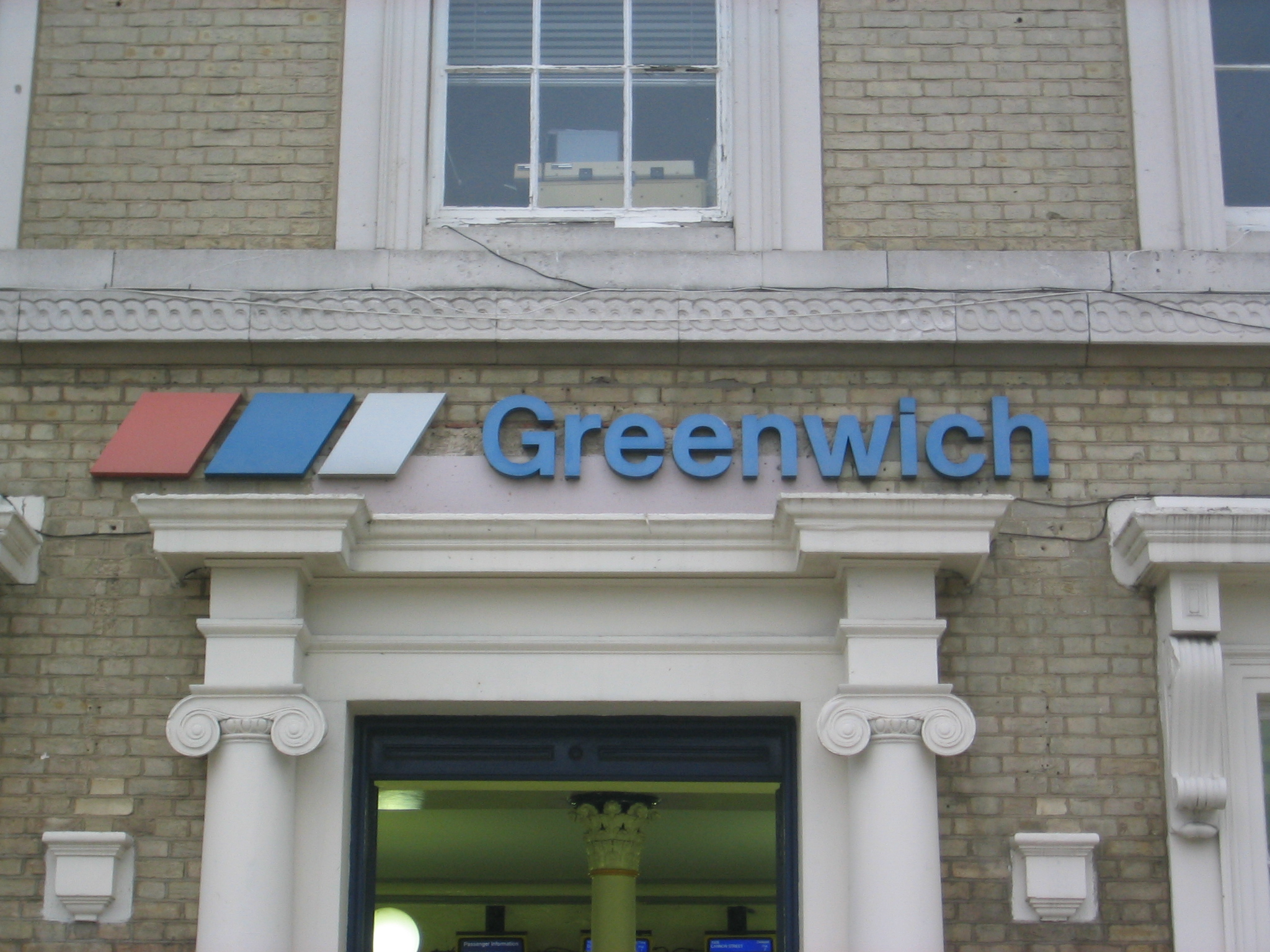
Le logo de Network SouthEast en couleur au-dessus de l'entrée de la gare de Greenwich à Londres en 2007, depuis remplacé. Celle au dessus de l'entrée de la gare de Marylebone existe encore, mais n'est pas colorée.

Network SouthEast, comme les autres secteurs, s'est vu confier la responsabilité principale de divers actifs (matériel roulant, voies ferrées, gares) et le contrôle résidait chez l'utilisateur principal. D'autres secteurs pourraient négocier des droits d'accès et des facilités de location, en utilisant leurs propres ressources. NSE a pu exercer un contrôle et une responsabilité beaucoup plus importants sur son budget de fonctionnement et sur la qualité de ses services que la BR ne pouvait le faire dans le cadre de ses Régions. Les relations étaient généralement bonnes entre les SNG et les autres secteurs, bien que les pressions opérationnelles obligeaient parfois le personnel à utiliser du matériel et des biens appartenant à d'autres secteurs pour répondre aux besoins immédiats.
Le 1er avril 1994, Network SouthEast a été démantelé et ses opérations transférées à des unités opérationnelles de train prêtes à être privatisées.
Aujourd'hui, dans un peu de locations, le logo de l'ancienne compagnie peut être encore vu, plus notamment au-dessus de l'entrée principale de la gare de Marylebone en Londres, réfurbiée par Network SouthEast.

## Matériel roulant
Au cours de son existence Network South East a exploité une grande variété de matériel roulant. La majorité du réseau a été électrifiée, et d'autres projets d'électrification ont eu lieu pendant la période 1986-1994, les 7 000 véhicules appartenant à NSE en 1986 consistaient en un mélange d'unités multiples électriques, diesel-électriques et diesel, de locomotives diesel, et des métros également.
| Nom du Train | Image | Type        | Motorisation      | Notes |
| ------------ | ----- | ----------- | ----------------- | --- |
| Class 03     |       | Locomotive  | Diesel Mécanique  | |
| Class 05     |       | Locomotive  | Diesel            | |
| Class 08     |       | Locomotive  | Diesel            | |
| Class 33     |       | Locomotive  | Diesel            | |
| Class 47     |       | Locomotive  | Diesel            | |
| Class 50     |       | Locomotive  | Diesel            | |
| Class 73     |       | Locomotive  | Diesel électrique | |
| Class 86     |       | Locomotive  | électrique        | Elles effectuent des services de Fret. |
| Class 97     |       | Locomotive  | Diesel            | |
| Class 101    |       | Autorail    | Diesel            | Ces unités ont été cascadées dans le sud-est de l'Angleterre dans les années 1980 à partir d'autres parties du réseau du BR. Avec deux portes de chaque côté par wagon, l'embarquement et le débarquement d'un grand nombre de passagers ne convenaient pas. À l'époque de la NSE, des unités de trois caisses étaient utilisées sur la ligne North Downs et des trains de deux caisses sur des lignes secondaires à Berkshire et à Essex. Toutes les unités ont été retirées au début des années 1990. La série ne circule plus aujourd'hui. |
| Class 104    |       | Autorail    | Diesel            | En 1990, les sièges « particulièrement pauvres » dans les « sales berlines » signifiaient que ces trains construits à Birmingham avaient une courte durée de vie. NSE a hérité de 20 véhicules (formés en dix ensembles de deux caisses) et en avait réduit de moitié en 1994. La Gospel Oak à Barking Line et les lignes de Paddington et Marylebone utilisaient ces trains, qui pouvaient atteindre 121 km/h. La série ne circule plus aujourd'hui. |
| Class 108    |       | Autorail    | Diesel            | Neuf de ces unités de deux autorail ont survécu jusqu'à 1990 après la ligne Marston Vale (Bedford-Bletchley) et l'extension éphémère de Kettering et Corby . Ils ont également vu une utilisation occasionnelle sur la ligne Chiltern de Marylebone. Connus sous le nom de «Derby Lightweights» en raison de leur emplacement et de leur style de construction, ils ressemblaient à des unités de classe 101. La série ne circule plus aujourd'hui. |
| Class 115    |       | Autorail    | Diesel            | Tout au long de leur vie professionnelle, qui a pris fin en 1991, hormis les voyages occasionnels, lors de l'introduction des unités de la Class 165, ces trains étaient utilisés uniquement sur la ligne Chiltern à partir de Marylebone. NSE a hérité d'une flotte de 23 unités de quatre autocars, qui disposaient d'une généreuse disposition de portes mais pas de passerelles de série (certaines unités les ont équipées de manière rétrospective). La dernière unité a couru le 29 juillet 1992 lors d'un service du soir à Aylesbury et a présenté une tête de lit commémorative. La série ne circule plus aujourd'hui. |
| Class 117    |       | Autorail    | Diesel            | Ceux-ci ont été utilisés presque exclusivement sur les routes de Londres Paddington. À l'époque de la SNE, 30 unités de trois caisses ont survécu, tous sont restés en service jusqu'à ce que les Class 165 soit introduit sur ces routes en 1992. Les sièges et les portes à haute densité dans chaque baie les rendaient idéaux pour les travaux de banlieue. Une unité a également été utilisée pour compléter les classes 108 du service de navette de courte durée et «plutôt improvisé» (Bletchley - Bedford -) Kettering - Corby, lancé expérimentalement avec le financement du conseil municipal en 1987 et retiré trois ans plus tard. La série ne circule plus aujourd'hui. |
| Class 119    |       | Autorail    | Diesel            | « Des sièges particulièrement somptueux dans un aménagement spacieux et un vaste espace » caractérisaient ces trois voitures, dont huit étaient utilisées sur les lignes de North Downs Line juste avant la fin de l'ère NSE : leur capacité de bagage les rendait idéales pour le trafic de l'aéroport de Gatwick sur cette route. La série ne circule plus aujourd'hui. |
| Class 121    |       | Autorail    | Diesel            | Ceux-ci étaient semblables à l'action de la catégorie 117 de plusieurs façons: le même constructeur (Pressed Steel Co., Linwood), la même apparence, la même zone d'exploitation et le même sort (remplacé par les unités de la classe 165). La principale différence était qu'ils étaient des entraîneurs célibataires. En 1990, juste avant leur retrait, onze ont survécu. La série ne circule plus aujourd'hui. |
| Class 159    |       | Autorail    |                   | Les locomotives utilisées sur les lignes principales de l'ouest de l'Angleterre entre London Waterloo et Exeter étaient périmées et peu fiables au début des années 1990. Entre-temps, le secteur des chemins de fer régionaux s'était engagé à commander plus de nouvelles unités de la Class 158 que nécessaire. En 1990, NSE a pu acquérir soixante-six voitures, après des changements mineurs et une nouvelle désignation de la Class 159, ils sont entrés en service la première semaine de 1993. La série 159 circule actuellement sur le réseau Sud-Ouest de Londres. |
| Class 165    |       | Autorail    |                   | La version diesel du concept Networker a été lancée sur les routes Thames et Chiltern (à partir de Paddington et Marylebone) à partir de 1991. La taille de la flotte était de 204 voitures formées en deux ou trois voitures: les deux types pouvaient être trouvés sur les routes de Paddington, et ceux-ci étaient capables de courir 145 km/h, tandis que sur les itinéraires de Marylebone les trains étaient seulement deux entraîneurs et étaient limités à 120 km/h La série circule actuellement en 2017. |
| Class 166    |       | Autorail    |                   | Ces rames sont la version dérivé et améliorée de la Class 165 également de la famille Networker conçu pour parcourir de longue distance leurs destinations principales comprenaient des trains rapides vers Reading, Newbury et Oxford, avec quelques services continuant au-delà d'Oxford vers Banbury et Stratford-upon-Avon, ou le long de la ligne Cotswold jusqu'à Evesham, Worcester , Great Malvern et Hereford. Les unités sont également utilisées sur les services de Reading a Gatwick Airport le long de la North Downs Line. De nombreux services exploités par le 166 ont été marqués comme Turbo Express dans les horaires. La série circule actuellement en 2017. |
| Class 201    |       | Autorail    | électrique diesel | Un petit nombre d'unités de cette flotte a survécu jusqu'au début de l'ère de la SNE, desservant la ligne Hastings. Celui-ci avait été électrifié à partir du 27 avril 1986, juste avant le lancement de Network SouthEast, et les UEM ont finalement remplacé toutes ces unités diesel-électriques à corps étroit. |
| Class 202    |       | Automotrice | électrique diesel | Comme les unités de la classe 201, elles avaient six voitures et ont été construites en 1957 pour la ligne Hastings, qui avait des tunnels étroits nécessitant un stock spécial à corps étroit. Avec les trains des classes 201 et 203, ils étaient connus sous le nom de « Hastings Diesels ». Six unités ont survécu jusqu'au début de l'ère NSE. La série ne circule plus aujourd'hui. |
| Class 203    |       | Automotrice | électrique diesel | Quatre de ces unités de cinq caisses, qui étaient identiques à la série 201 et 202, étaient toujours utilisées sur la ligne Hastings lors du lancement de Network SouthEast, mais les unités électriques multiples les ont rapidement supplantées après l'électrification de la route au printemps. 1986. Les unités avaient une vitesse maximale de 145 km/h. La série ne circule plus aujourd'hui. |
| Class 204    |       | Autorail    | électrique diesel | Comme pour les autres « Hastings Units », un petit nombre de véhicules ont survécu pendant une courte période au début de l'ère NSE. La série ne circule plus aujourd'hui. |
| Class 205    |       | Autorail    | électrique diesel | Connu sous le nom de « Thumpers » à cause du bruit de leurs moteurs à quatre cylindres électriques anglais, ces trains de 120 km/h ont été introduits dans les lignes du Hampshire, mais ont ensuite été utilisés dans tout le sud-est de l'Angleterre. Ils étaient presque identiques mais plus lents que les unités de la Class 414. La série ne circule plus aujourd'hui. |
| Class 206    |       | Autorail    | électrique diesel | Les unités dites « Tadpole » ont été surnommées pour les largeurs différentes de leurs voitures de conduite ex-Class 201 et les semi-remorques de deux voitures plus étroites prises de la class 416 stock. Six ont été hérités par la NSE en 1986 ; ils ont été utilisés sur les lignes Hastings et Marshlink pendant une courte période avant d'être retirés du service. La série ne circule plus aujourd'hui. |
| Class 207    |       | Autorail    | électrique diesel | En 1990, il n'y avait plus que huit de ces unités à trois caisses, 19 ont été construits à l'origine. Ils ont été conçus pour des services dans la région de Kent et de l'East Sussex qui devaient utiliser les trois ponts jusqu'à la ligne centrale de Tunbridge Wells , qui avait un tunnel étroit; en conséquence, ils avaient des corps plus étroits et moins de sièges. Quelques-uns ont opéré dans le Hampshire pendant l'ère NSE. La série ne circule plus aujourd'hui. |
| Class 302    |       | Automotrice | électrique        | Ceux-ci ont été construits pour la route de Londres, de Tilbury et de Southend à Doncaster et à York et ont reçu des rénovations de mi-vie avant l'ère de NSE, en incluant le réaménagement des passerelles. NSE a hérité de 200 entraîneurs. Plus tard utilisé sur les lignes du Great Eastern, les « unités chroniquement non fiables » ont été utilisées tout au long de l'ère NSE et n'ont pas été remplacées avant 2000. |
| Class 305    |       | Automotrice | électrique        | La série ne circule plus aujourd'hui. |
| Class 307    |       | Automotrice | électrique        | NSE a hérité d'un effectif de trente-deux unités de Class 307 à quatre caisses, qui étaient utilisées exclusivement sur la route de Great Eastern à partir de Liverpool Street, elles ont toutes été éliminées en 1990. Les trains avaient une vitesse maximale de 120 km/h. « Après leur date de péremption, elles se sont effondrées tous les 8000 km » et ont dû être remplacées le plus rapidement possible. La série ne circule plus aujourd'hui. |
| Class 308    |       | Automotrice | électrique        | NSE comptait 33 de ces unités, chacune de quatre voitures. Ils étaient identiques à ceux de la Class 305/2 et étaient également utilisés pour les travaux de banlieue à longue distance, bien qu'à l'époque de la NSE, ils travaillaient à partir de la rue Fenchurch sur la route Londres Tilbury & Southend. Ils ont seulement été classés avec un numéro TOPS différent parce qu'ils avaient des moteurs différents (English Electric plutôt que General Electric Company). La série ne circule plus aujourd'hui. |
| Class 309    |       | Automotrice | électrique        | La série ne circule plus aujourd'hui. |
| Class 310    |       | Automotrice | électrique        | Décrite comme « la version AC des unités omniprésentes de Class 423 », qui fonctionnait sur les lignes électrifiées de troisième rail (courant continu) au sud de Londres, cette flotte de trente-huit unités de quatre voitures a été utilisée sur les services de Londres Euston-Northampton jusqu'en 1988, quand la NSE les a transférées sur les routes de Liverpool Street à Essex. Leurs pare-brise enveloppants « élégants » étaient distinctifs. Tous ont survécu au-delà de l'ère NSE. La série ne circule plus aujourd'hui. |
| Class 312    |       | Automotrice | électrique        | Une date de fabrication plus tardive, des pare-brise plats et une vitesse maximale de 145 km/h ont distingué ces trains des trains de la Class 310 de 121 km/h, auxquels ils étaient par ailleurs identiques. Depuis 1988, les 49 unités de quatre autocars étaient utilisées sur les lignes de Liverpool Street; jusque-là, certains ont travaillé sur les routes Great Northern à partir de Kings Cross. La série ne circule plus aujourd'hui. |
| Class 313    |       | Automotrice | électrique        | Lorsque les routes de banlieue Great Northern à Kings Cross et Moorgate ont été électrifiées à la fin des années 1970, ce lot de 64 unités de trois autocars a été construit pour les faire fonctionner. Ils avaient des portes coulissantes contrôlées par le conducteur après une première expérience avec une «forme plutôt particulière de portes contrôlées par les passagers». À l'époque de la SNE, les trains ne travaillaient généralement que pendant les heures de pointe. Tous restent en service avec l'opérateur privatisé Govia Thameslink Railway sur les parties Great Northern et Southern de leur franchise Thameslink, Southern et Great Northern.La série circule actuellement en 2017. |
| Class 315    |       | Automotrice | électrique        | Ceux-ci ont été introduits en 1980 pour remplacer les unités de classe 306 construites dans les années 1940 sur les lignes de Liverpool Street. La flotte de 64 unités avait une carrosserie en aluminium, des portes coulissantes, une vitesse maximale de 121 km/h et un « aspect moderne » semblable à la classe 313. Comme ces unités, elles étaient également de classe standard et n'avaient pas de toilettes.La série circule actuellement en 2017. |
| Class 317    |       | Automotrice | électrique        | Cette flotte de 72 unités, a été inutilisée pendant deux ans en raison d'un différend de DOO et leur conception a été critiquée lors de leur introduction au début des années 1980. Ils avaient une carrosserie Mark 3 en acier, une cabine « d'apparence très particulière » et des ouvertures de fenêtres inhabituelles. À l'intérieur, les pièces mal ajustées semblaient avoir été «dessinées par un métallurgiste aveugle à la rancune», selon un rapport contemporain. Les unités ont été rénovées pendant l'ère NSE.La série circule actuellement en 2017. |
| Class 319    |       | Automotrice | électrique        | Au départ, 46 unités de quatre voitures ont été commandées, mais en mai 1987, elles ont été révisées à 60, car le nombre de passagers sur la ligne London St Pancras-Bedford augmentait rapidement. La première unité a été livrée le 2 septembre 1987 et le coût final de la commande a été de 75 millions de livres sterling. Aucune action de catégorie 319 ne survit dans l'ancienne région de la NSE : Thameslink a retiré ses dernières unités le 27 août 2017. Depuis 2015, toutefois, de nombreuses unités ont été transférées à Northern pour être utilisées sur leurs routes Northern Electrics. La série circule actuellement en 2017. |
| Class 321    |       | Automotrice | électrique        | Le contrat de remplacement de 46 unités pour remplacer les rames expirées sur la Great Eastern Main Line a été signé en septembre 1987 une des premières commandes de matériel roulant de NSE. En 1990, 114 unités (chacune des quatre voitures) avaient été livrées et elles étaient également en service sur la ligne principale West Anglia et la West Coast Main Line pour desservir Northampton via la boucle de Northampton. Ils étaient basés sur la conception de la Class 319 mais avaient une face avant différente qui rappelle les unités utilisées sur le réseau de la SNCF en France. Un schéma de couleur interne gris a abouti à une « ambiance plutôt trouble ».La série circule actuellement en 2017. |
| Class 322    |       | Automotrice | électrique        | Cinq unités de quatre voitures chacune ont été construites pour le service Stansted Express, un train navette sans escale entre Liverpool Street et l'aéroport de London Stansted. La liaison ferroviaire vers la nouvelle gare de l'aéroport de Stansted a ouvert ses portes en mai 1991. Elles étaient identiques aux unités de classe 321, sauf pour leur aménagement intérieur plus spacieux, avec moins de sièges et plus d'espace pour les bagages et leur livrée unique: blanche, avec des bandes horizontales vertes et gris, un grand logo « Stansted Express » et les logos de Network SouthEast et de la British Airports Authority (BAA). L'unité était la propriété de BAA. Les unités ont été utilisées à des fins lucratives à compter de la fin de 1990 sur la ligne principale West Anglia jusqu'à l'achèvement de la nouvelle liaison ferroviaire. La série circule actuellement en 2017. |
| Class 365    |       | Automotrice | électrique        | Les dernières unités à avoir été livrées à l'époque de la NSE, ces trains de quatre voitures étaient des variantes haute vitesse «Express» de la famille Networker, capables de fonctionner à 160 km/h. La commande de 41 unités (164 caisses) a été répartie entre deux routes: 25 unités se sont dirigées vers Cambridge et King's Lynn, l'un des avant-postes nord de NSE, tandis que les 16 autres ont remplacé le stock slam-door sur certaines lignes suburbaines et longues distances. Services dans le Kent. La série circule actuellement en 2017. |
| Class 411    |       | Automotrice | électrique        | Les lignes de la côte de Kent ont été électrifiées par British Railways dans le cadre du plan de modernisation de 1955, et ces unités ont été construites entre 1956 et 1961 pour y exploiter des services. Ils étaient d'un «design extrêmement conservateur», dérivé des 4COR des années 1930, et ont travaillé dans le Kent bien après la privatisation. Chaque unité comptait quatre voitures et 120 unités ont été construites. Ils ont été remis à neuf à Swindon Works entre 1980 et début 1984. Lorsqu'ils sont utilisés sur les trains de bateaux pour Dover Western Docks , ils ont souvent couru en formation avec un fourgon à moteur Classe 419 NSE-livré pour donner une capacité supplémentaire pour les bagages et le courrier. La série ne circule plus aujourd'hui. |
| Class 412    |       | Automotrice | électrique        | Ceux-ci ont été construits à côté des unités de classe 411 et étaient identiques sauf pour l'inclusion d'une voiture restaurant. Jusqu'au début des années 1980, il y avait 22 unités de 4 voitures de cette configuration, mais 15 ont été retirées à ce moment-là et ont été reclassées en Class 411. Les sept unités restantes ont été utilisées sur la ligne Portsmouth Direct pendant l'ère Network SouthEast. En 1989 , ils ont été remis en place avec les plus modernes boggies dans le cadre de l'investissement de l' SNE dans l'amélioration des services sur cette route. La série ne circule plus aujourd'hui. |
| Class 413    |       | Automotrice | électrique        | La série ne circule plus aujourd'hui. |
| Class 414    |       | Automotrice | électrique        | Construit dans les années 1950 et 1960 pour les droits de la ligne principales dans le Kent, ces rames automotrices à deux entraîneurs de 145 km/h étaient dépassées et « anachronique » par le temps du réseau Sud a été formé La série ne circule plus aujourd'hui. |
| Class 415    |       | Automotrice | électrique        | Ces trains à 4 voitures sont aussi connus sous le nom de nom 4EPB unités en référence à leurs freins électropneumatiques. Comme les premières unités de Southern Region à en être équipés, ils étaient « révolutionnaires » , mais leur apparence était ancienne, sur la base d'avant-guerre les Class 405, boggies et d'autres pièces ont été recyclés en unités d'avant guerre. La série ne circule plus aujourd'hui. |
| Class 416    |       | Automotrice | électrique        | La série ne circule plus aujourd'hui. |
| Class 418    |       | Automotrice | électrique        | Cette classe a été formée en 1974 et 1976 lorsque certaines unités de la classe 414 du millésime 1950 avaient leur logement de première classe supprimée. Au moment où la SNE a lancé 31 unités de deux voitures (tous du programme de conversion 1976) étaient encore en service; ils ont continué à être utilisé sur les services internes de banlieue dans le sud de Londres peu de temps avant la privatisation. La série ne circule plus aujourd'hui. |
| Class 421    |       | Automotrice | électrique        | Les premières unités de cette classe ont été construites en 1964 et ils sont entrés en service l'année suivante sur la Brighton Main Line. À l'époque NSE, ils ont également travaillé sur les services principaux de la ligne de London Waterloo (les unités utilisées pour ces travaux ont été construits au début des années 1970, à la même conception que le stock plus tôt, mais avec des niveaux plus modestes de garniture intérieure). Capable de 145 km/h en marche, ils sont restés en usage jusqu'au début du XXIe siècle.La série ne circule plus aujourd'hui. |
| Class 422    |       | Automotrice | électrique        | Cette Class se composait de 18 unités de 4 voitures qui étaient identiques à la Class 421 à l'exception d'une voiture restaurant dans la troisième caisses. Certaines ont circulé à London Waterloo jusqu'à 1983-1984, quand elles ont été transférées à la Brighton Main Line où le reste de la flotte était exploitée. Certaines unités ont leurs installations Bar retirées pendant la remise à neuf dans les années 1980 et ont été reclassées en Class 421 en conséquence. La série ne circule plus aujourd'hui. |
| Class 423    |       | Automotrice | électrique        | La série ne circule plus aujourd'hui. |
| Class 430    |       | Automotrice | électrique        | La série ne circule plus aujourd'hui. |
| Class 438    |       | Automotrice | électrique        | La série ne circule plus aujourd'hui. |
| Class 442    |       | Automotrice | électrique        | NSE commandé 24 442 unités de classe « Système électrique Wessex » en 1988 pour la South Western Main Line système d'électrification qui a été achevé cette année. Bien que de « élégant » apparence moderne, ils étaient basés sur la mise à jour des voitures Mark 3 et sur des caractéristiques telles que l'éclairage dissimulé et plein air conditionné mécaniquement, ils étaient « tout à fait traditionnel ». Leurs moteurs de traction ont été recyclés des retraits des Class 432.La Série est inactif. Leurs retour est prévu pour décembre 2018. |
| Class 455    |       | Automotrice | électrique        | Le pilier de NSE sur le réseau South West du réseau sont encore utilisés sur les mêmes routes de London Waterloo à partir de 2017 par l'opérateur privatisé de South Western Railway. De 1985 certains ont été transférés à Londo Victoria et London Bridge pour les services de banlieue et sont encore utilisés sur ces routes dans le sud et le Sud Ouest.Ces rames sont actuellement active. |
| Class 456    |       | Automotrice | électrique        | Ils ont été construits à Works York en 1991 après la Class 319 et 321. Les corps ont été basés sur ces unités, mais les raccords ont été conçus de telle sorte que les 24 unités de deux caisses pourraient être couplés à la Class 455 si nécessaire. Ces rames sont actuellement active. |
| Class 465    |       | Automotrice | électrique        | La série est actuellement actif. |
| Class 466    |       | Automotrice | électrique        | NSE était tenu d'offrir le contrat de Networker à plus d'une entreprise. La deuxième série de Networker qui est entré en service en 1993 et 1994, juste avant que NSE a cessé d'exister. La série est actuellement actives. |
| Class 482    |       | Métro       | électrique        | La « petite taille et de la nature spécialisée de la flotte » signifie que la classe 487 unités utilisées sur la Waterloo & City Line ont été difficiles à remplacer. En 1992, dix unités de deux entraîneurs chacun ont été construits à une conception basée sur le1992 stock construit en même temps pour la Central Line du métro. Les deux ordres ont été remplies par British Rail Engineering Limited (BREL). Après les essais et la peinture en livrée NSE, il est entré en service en juillet 1993. Ces rames sont actuellement actives. |
| Class 483    |       | Métro       | électrique        | Ces rames sont actuellement actives. |
| Class 485    |       | Métro       | électrique        | La série ne circule plus aujourd'hui. |
| Class 487    |       | Métro       | électrique        | La série ne circule plus aujourd'hui. |